# Иван Бабунски
 Тази статия е за солунският войвода на ВМРО.  За сърбоманския войвода вижте Йован Бабунски.  
Иван Нацев (Начев) Бабунски или Бабунчето е български революционер, деец на Вътрешната македонска революционна организация.

## Биография
Иван Бабунски се присъединява към ВМРО и е назначен за войвода в Солунския революционен окръг. След убийството на Александър Протогеров през 1928 година минава на страната на протогеровистите заедно с окръжния председател Михаил Шкартов. Участва в протогеровистката експедиция към Петрички окръг, която е разбита при Юндола от михайловистката чета на Георги Настев и Стоян Вардарски. Заедно с Димитър Димашев се спасява от сражението, но край Самоков двамата са убити от михайловисти. Сред убийците са полицаите Коце Михайлов и Лъсков.